# Bernoullijeva lemniskata
U matematici, Bernoullijeva lemniskata je algebarska krivulja u obliku položene osmice, opisana kartezijanskom jednadžbom u obliku:
{\displaystyle (x^{2}+y^{2})^{2}=a^{2}(x^{2}-y^{2})\,}
Graf ove jednadžbe daje krivulju sličnu simbolu za beskonačnost, {\displaystyle \infty }. Sam ovaj simbol ponekad se naziva lemniskatom. Njegovo Unicode predstavljanje je ∞ (∞).
Lemniskatu je prvi opisao Jacob Bernoulli, 1694., kao modifikaciju elipse, koja je geometrijsko mjesto točaka (lokus) za koje je zbroj udaljenosti od dvije fiksirane fokalne točke, konstantan. Za razliku od nje, lemniskata je geometrijsko mjesto točaka za koje je umnožak ovih udaljenosti konstantan. Bernoulli je ovu krivulju nazivao lemniscus, što je latinski za 'ukrasnu traku'.
Lemniskata se može dobiti inverznom transformacijom hiperbole, inverzijom u odnosu na krug čiji je središte u središtu hiperbole.

## Druge jednadžbe
Lemniskata se također može predstaviti polarnom jednadžbom:
{\displaystyle r^{2}=a^{2}\cos 2\theta \,}
ili jednadžbom
{\displaystyle rr'={\frac {a^{2}}{2}}}

## Duljina luka i eliptičke funkcije
Integrali kojima se izražava duljina luka lemniskate eliptički su integrali, kako je otkriveno još u osamnaestom stoljeću. Oko 1800. godine, Carl Friedrich Gauss je proučavao eliptičke funkcije, koje su inverzne ovim integralima (ovaj rad je bio neobjavljen u svoje vrijeme, ali se na njega aludira u napomenama Gaussovim Disquisitiones Arithmeticae). Mreža (latis) perioda je posebnog oblika, proporcionalna Gaussovim cijelim brojevima. Iz ovog razloga se slučaj eliptičkih funkcija s kompleksnim množenjem imaginarnom jedinicom u nekim izvorima naziva "lemniskantnim slučajem".